# Михайлівськи парк (втрачена)
Парк-пам’ятка садово-паркового мистецтва «Михайлівський парк» (втрачена) — об'єкт природно-заповідного фонду, що був створений 20 липня 1972 року рішенням Сумського Облвиконкому № 305 на землях Михайлівської сільської ради (с. Михайлівка). Адміністративне розташування — Лебединський район, Сумська область. 

## Характеристика
Площа — 10 га. 
Об'єкт на момент створення був багаторічними цінними насадженнями. Парк закладений у 1723 році. Багаторічні цінні насадження.
Вся інформація про створення об'єкту взята із текстів зазначених у статті рішень обласної ради, що надані Державним управлянням екології та природних ресурсів Сумської  області Всеукраїнській громадській організації «Національний екологічний центр України»..

## Скасування
Станом на 1.01.2016 року об'єкт не міститься в офіційних переліках територій та об'єктів природно-заповідного фонду, оприлюднених на Єдиному державному вебпорталі відкритих даних. Проте ні в Міністерстві екології та природних ресурсів України, ні у Департаменті екології та природних ресурсів Сумської обласної державної адміністрації відсутня інформація про те, коли і яким саме рішенням було скасовано даний об'єкт природно-заповідного фонду. Таким чином, причина та дата скасування на сьогодні не відома.